# Adrienne Ball-Demont
Adrienne Élodie Clémence Ball-Demont, née à Montgeron le 16 mars 1886 et morte à Wissant le 24 juillet 1935, est une peintre et sculptrice française.

## Biographie
Fille d'Adrien Demont et de Virginie Demont-Breton, petite-fille de Jules Breton, élève de Marcel Baschet et de Henri Royer, sociétaire de la Société des artistes français, elle se spécialise dans le portrait et les nus d'enfants et de jeunes filles.
En sculpture, elle obtient une mention honorable et une médaille d'argent au Salon des artistes français.
Officier d'Académie, vice-présidente de la Société des Rosati, membre du Syndicat des Femmes peintres et sculpteurs, des Sociétés des amis des arts de la Somme et de Douai, elle expose à partir de 1911 aux Salons des artistes français et prend part aux salons annuels des artistes douaisiens et des artistes septentrionaux ainsi qu'à l'Union artistique du Pas-de-Calais et aux événements des Sociétés des beaux-arts du Boulonnais et des arts de Mulhouse.
Elle est connue pour son Printemps de l'amour, panneau allégorique du mariage conservé à la mairie de Calais dont les personnes sont des membres de sa famille.
Ses œuvres sont conservées, entre autres, au musée de Calais et de Montréal.
Une rue de Calais et une rue de Wissant portent son nom.
Elle est la mère de Louis Ball.

## Œuvres
- Portrait de mon fils Louis
- Éternelle jeunesse
- Dans le rayon de l'âtre
- La Douceur du foyer
- L'eau fraîche
- La Saint-Nicolas dans les Flandres
- La Légende de Saint Nicolas
- Joies d'été
- La Chanson des bois
- La Fête de l'age de raison
- L'arbre de Noël
- La Brise
- Portrait de ma fille Benjamine
- Éveil